# Swarthmore
Swarthmore es un borough ubicado en el condado de Delaware en el estado estadounidense de Pensilvania. En el año 2000 tenía una población de 6,170 habitantes y una densidad poblacional de 1,722.2 personas por km².

## Geografía
Swarthmore se encuentra ubicado en las coordenadas 39°54′6″N 75°20′49″O / 39.90167, -75.34694

## Demografía
Según la Oficina del Censo en 2000 los ingresos medios por hogar en la localidad eran de $138,653 y los ingresos medios por familia eran $187,874. Los hombres tenían unos ingresos medios de $71,750 frente a los $51,117 para las mujeres. La renta per cápita para la localidad era de $40,482. Alrededor del 2.1% de la población estaba por debajo del umbral de pobreza.